# Олинф (город)
Олинф (др.-греч. Όλυνθος) — значительная греческая колония во Фракии, на полуострове Халкидики, в углу Торонийского залива (ныне — Касандра), к северо-востоку от Потидеи.
Современный малый город Олинф входит в общину (дим) Полийирос в периферийной единице Халкидики в периферии Центральная Македония. Находится в 17 километрах от Полийироса. Население 1111 жителей по переписи 2011 года. Площадь общинного сообщества Олинф 20,703 квадратного километра. Основное занятие жителей — земледелие и животноводство.

## Древний Олинф
Основан, по-видимому, евбейскими эллинами с большой примесью туземцев, на месте нынешнего Айос-Мамаса. Олинф особенно усилился во время Пелопонесской войны, когда принял в свои стены граждан многих соседних городов. Он сделался главой союза халкидских городов, больших и малых, и в борьбе с афинянами, спартанцами, македонянами отстаивал с успехом свою независимость. В отличие от симмахий спартанской, афинской и фиванской, Олинфский союз совмещал в своей организации начала гегемонии и федерации: политическая обособленность многих союзных городов, особенно мелких, утрачивалась в этом союзе, и они соединялись с Олинфом на условии общности законов и учреждений, так что граждане первоначально самостоятельных общин становились олинфскими гражданами, и многие из них поселялись в Олинф; благодаря этому население главного города быстро возрастало, и ко времени наступательных действий Филиппа II (351 до н. э.) в нём насчитывалось более 10000 жителей; это была скорее единая союзная республика, чем союз самостоятельных республик. Но начало федерации не было проведено в Олинфе последовательно; к союзу привлечены были силой и некоторые значительные города, как Аканф и Аполлония, которые, в заботе о восстановлении своей политической верховности, искали помощи на стороне для борьбы с главным городом союза. Такая помощь оказана была им Спартой: после так называемой Олинфской войны (383—379 гг. до н. э.) олинфский союз, усилиями спартанцев, был расторгнут, а Олинф вынужден был примкнуть к спартанскому союзу. Последовавшее вскоре ослабление Спарты привело к возрождению Олинфского союза (370 г. до н. э.). Филипп Македонский встретил в Олинфе сильного и упорного противника, когда задумал овладеть фракийским побережьем. В 349 г. он открыл военные действия против Олинфа; город обратился за помощью к афинянам, которым Демосфен усердно советовал поддержать Олинф и не дать Филиппу захватить его. К этому и ближайшему времени относятся три олинфских речи знаменитого оратора. Достаточная помощь не была, однако, оказана: Олинф в 347 г. был взят Филиппом, разрушен и уже не был восстановлен.

## Современный Олинф
В Османской Греции поселение называлось Мюрефте (Мириофитон). После Малоазийской катастрофы население пополнили беженцы из Восточной Фракии и Малой Азии .

## Население
| Год  | Население, человек |
| ---- | ------------------ |
| 1991 | 1037               |
| 2001 | 1115               |
| 2011 | ↘ 1111             |